# 大村横穴群

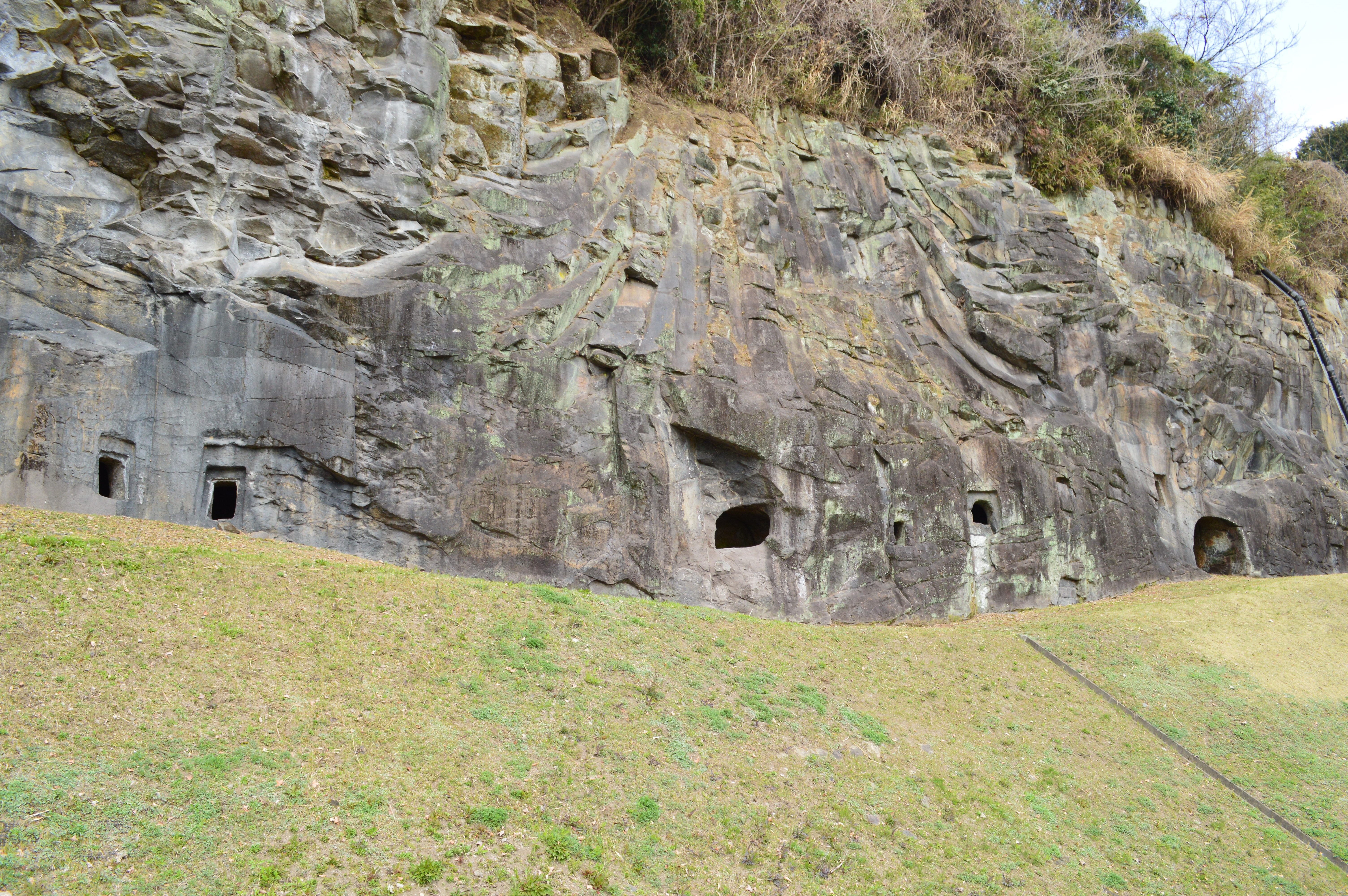
東群画像左端の11号横穴の外壁において線刻が認められる。

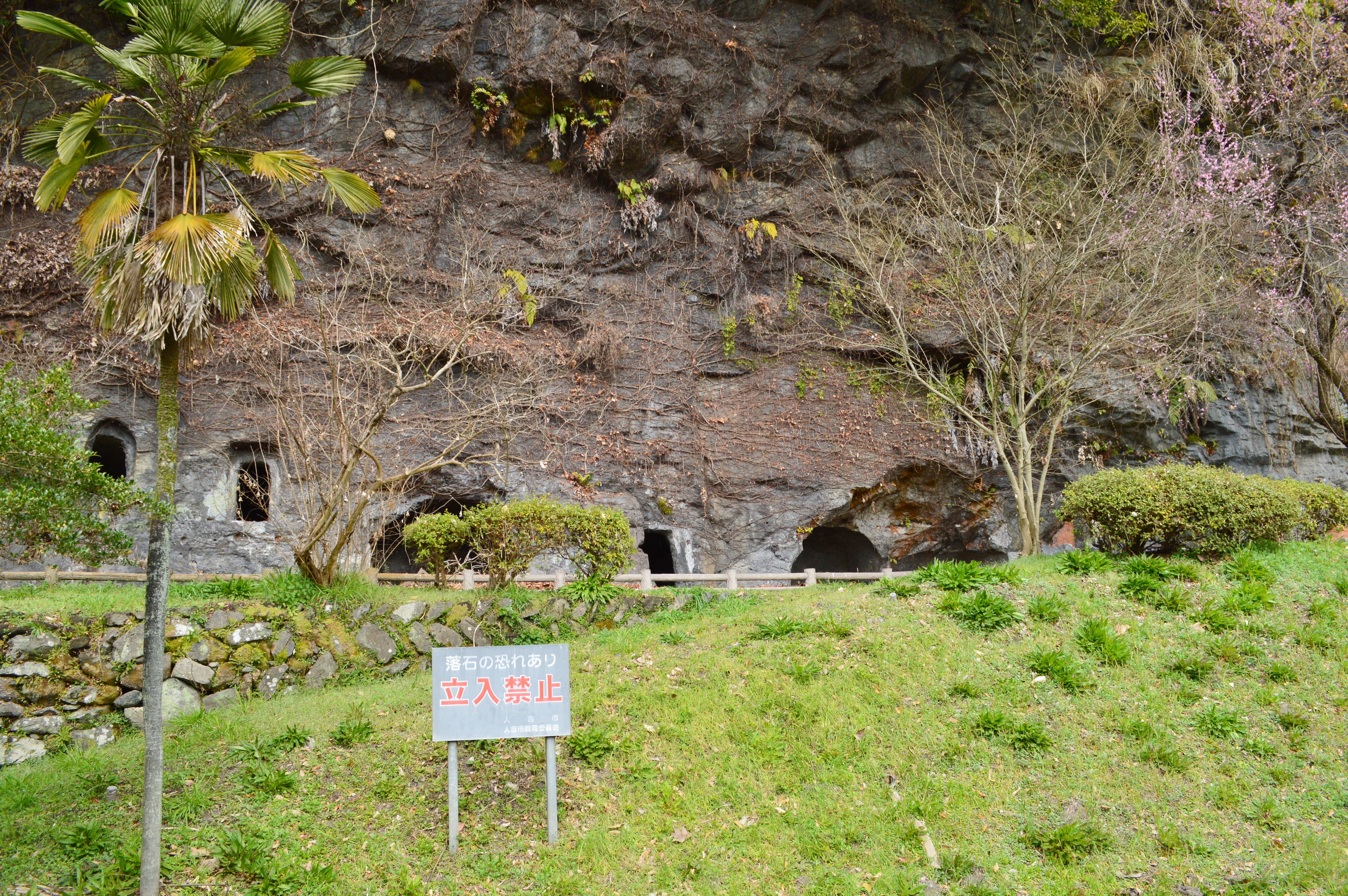
西群

大村横穴群（おおむらよこあなぐん、大村横穴墓群/城本横穴群）は、熊本県人吉市城本町にある横穴墓群。国の史跡に指定されている。

## 概要
熊本県南部、人吉盆地中央部の球磨川北岸の村山台地南側、阿蘇溶結凝灰岩の崖面約800メートルに渡って営造された横穴墓群である。東西2群に分かれ、計27基から構成される。早い段階から学界で注目され、1916年（大正5年）に調査が実施されている。
各横穴墓の構造は、被葬者を埋葬する玄室の前に、羨道・羨門を持つという高塚古墳（墳丘を持つ一般的な古墳）の横穴式石室と同様のものになる。玄室は隅丸方形で、屍床を2区または3区設ける。羨門は方形またはドーム形で、多くは周囲に飾り縁を持つ。横穴群のうち4・5・7・11・14・15号の6基には彫刻（浮彫）による装飾が認められており、15号横穴の玄室奥壁において線刻二重円文5個が描かれるほかは、羨門外壁において動物・武器・武具・幾何学文様（円文・三角文等）が描かれている。特に7号横穴では、外壁上部に三角文8個が鋸歯状に並べられ、その右上段には三角文が二重に線刻されているほか、向かって右側に奴凧形の靫が矢10本とともに描かれる。さらに左外壁には馬5頭が線刻されており、躍動的・立体的に描かれる点で注目される。また11号横穴では外壁左側に靫2個・円文5個・刀子など、右側に靫1個が描かれ、14号横穴では上部に車輪形・盾、左に靫2個が描かれる。なお、横穴群の付近で蕨手刀・須恵器1個が出土したというが、詳らかでない。
この大村横穴群は、古墳時代後期-終末期の6世紀-7世紀代の営造と推定される。全国に約600基、熊本県に187基ある装飾古墳のうちであり、装飾古墳の多い熊本県を特徴づける遺跡の1つになる。
遺跡域は1921年（大正10年）に国の史跡に指定されている。

## 遺跡歴
- 1907年（明治40年）頃、肥薩線工事の際に蕨手刀・須恵器1個の発見[4]。
- 1916年（大正5年）、調査（京都帝国大学の濱田耕作ら）[1]。
- 1921年（大正10年）3月3日、国の史跡に指定[5]。

## 文化財

### 国の史跡
- 大村横穴群 - 1921年（大正10年）3月3日指定[5]。

## 交通アクセス

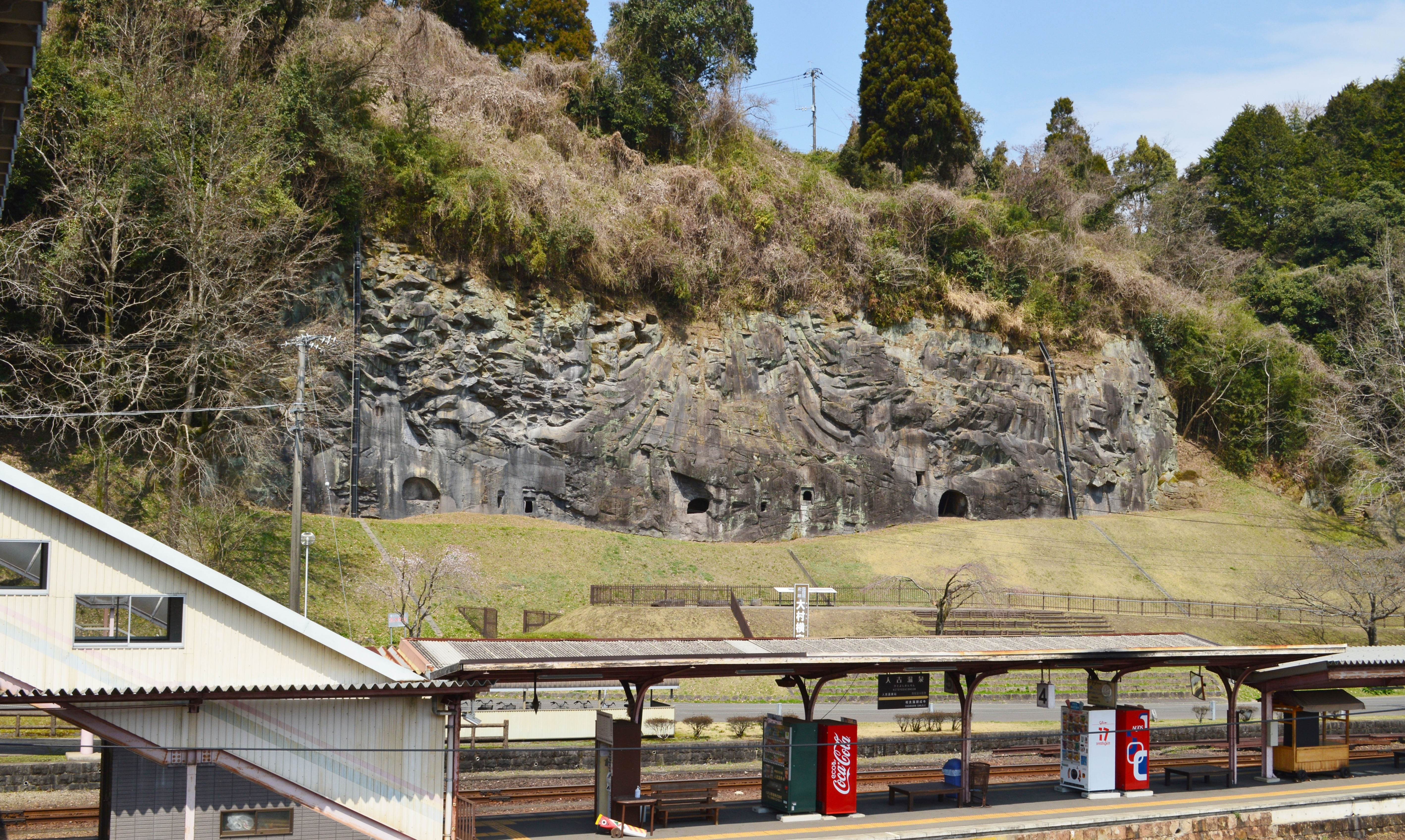
手前に人吉駅、奥に大村横穴群

- 鉄道：九州旅客鉄道（JR九州）人吉駅・くま川鉄道人吉温泉駅（徒歩約5分）[2]

## 関連文献
（記事執筆に使用していない関連文献）
- 「史跡大村横穴群保存修理事業概要報告」『ひとよし歴史研究 第8号（平成16年度）』人吉市教育委員会、2005年。
- 「大村横穴群第27号横穴の温湿度計測について」『ひとよし歴史研究 第19号（平成27年度）』人吉市教育委員会、2016年。
- 『史跡大村横穴群保存活用計画書』人吉市教育委員会、2018年。